# Crataegus ancisa
Crataegus ancisa är en rosväxtart som beskrevs av Chauncey Delos Beadle. Crataegus ancisa ingår i hagtornssläktet som ingår i familjen rosväxter. Inga underarter finns listade i Catalogue of Life.